# 太陽炉

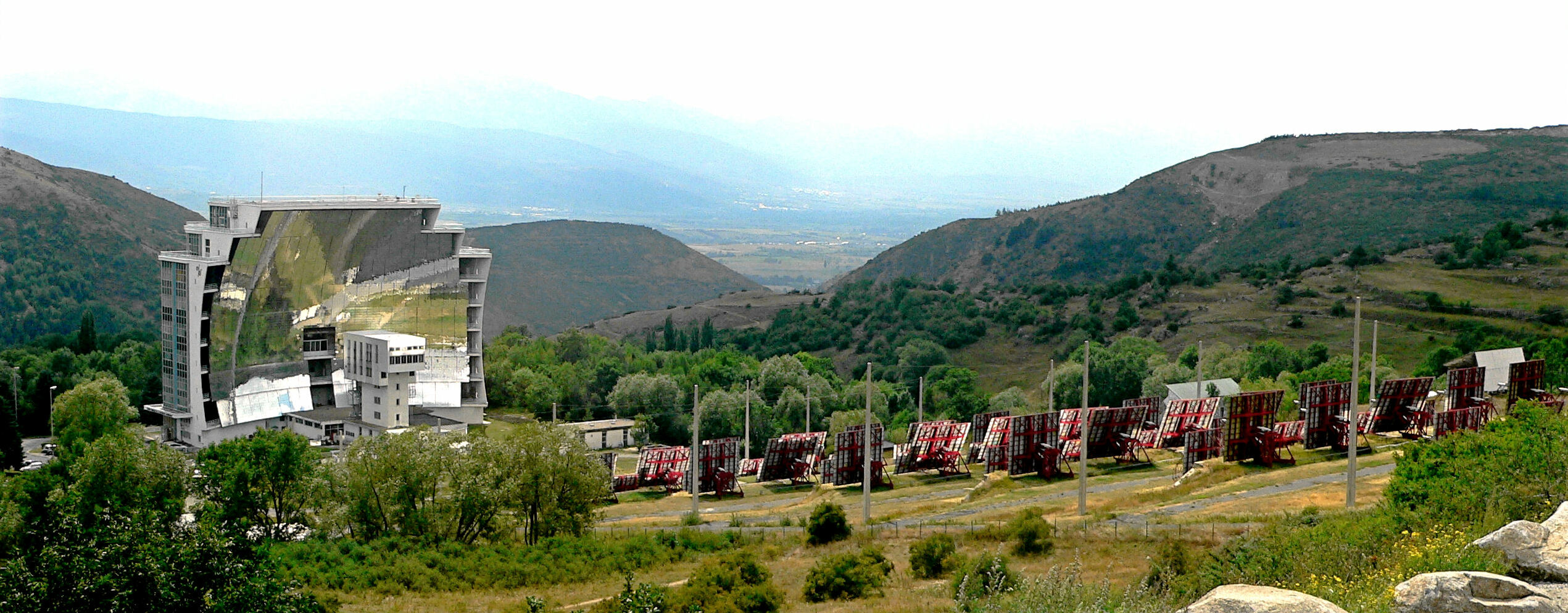
フランス国立太陽エネルギー研究所の超大型太陽炉。直径は約50メートルあり、焦点位置の温度は最大3,000度に達する

太陽炉（たいようろ）は、レンズや反射鏡などを用いて太陽光を集光し、高温を作り出す装置である。

## 方式
レンズで屈折させて集光する方式と、反射板または反射鏡で反射させて集光する方式がある。後者は数種類に分かれる。

### 屈折集光方式
凸レンズなどに光を通すことで光を屈折させ、集光する。
大型レンズは製造コストが非常に高価となるため、教育目的の実験以外ではあまり利用されていない。

### 反射集光方式
平面鏡または凹面反射板を用いて放物面を形成し、集光する。凹面反射鏡は天体望遠鏡のものと同様に高価であるため、ほぼ用いられない。用途によって適した方式が分かれる。
既存の平面鏡を転用できるほか、反射板や鏡の製作が容易で製造コストが低い。太陽熱発電所から小型着火器までさまざまな用途に利用される。発電所では鏡を用いるものが多いが、小型のものでは金属をそのまま反射板として利用するものが多い。大型のものでは多数の小さな平面鏡を放物面の形に並べる方式が多い。長時間連続使用するには、太陽を追尾する必要がある。
皿型
皿型の凹面反射板で集光して加熱する方式。一般的には小型ゆえに大きな熱量は得られないが、野外での調理など移動を伴う利用に適している。
雨樋型
凹面反射板を雨樋状に長く伸ばし、凹面の集光部分に水を通す管を設置して加熱する方式。建設維持費用が安い。低い位置に密集させて設置できるため、砂漠や海上など強風地域に適している。狭い面積でも距離があれば設置できるため、比較的地形を選ばない。
塔型
放物面の中心部分に建てたタワーの一部に集光する方式。反射板または鏡が多く設置できるほど高い熱量が得られるため、大型になるほど平地に適している。
下方照射型
タワー型の発展形態である。カセグレン式天体望遠鏡に似た構造であり、放物面の中心部分の空中に凹面の二次反射板を設置して地上部分に再反射させ、集光する方式。
円周分割パラボラ（簡易作成パラボラ）
凹面鏡を円周分割方式で行うことにより、高精度、安価に集光を行う。

## 用途

### 発電
太陽熱発電の熱源として用いられる。

### 調理
ソーラーオーブンとして太陽炉が野外調理に利用される。直接的に熱源として調理する場合が多い。インドのブラマクマリスセンターやアナダナム複合施設のように調理用の蒸気の熱源として大規模施設で利用される場合もある。反射板は非常に眩しいため、視覚障害を防ぐ目的で利用の際にはサングラスが必要である。

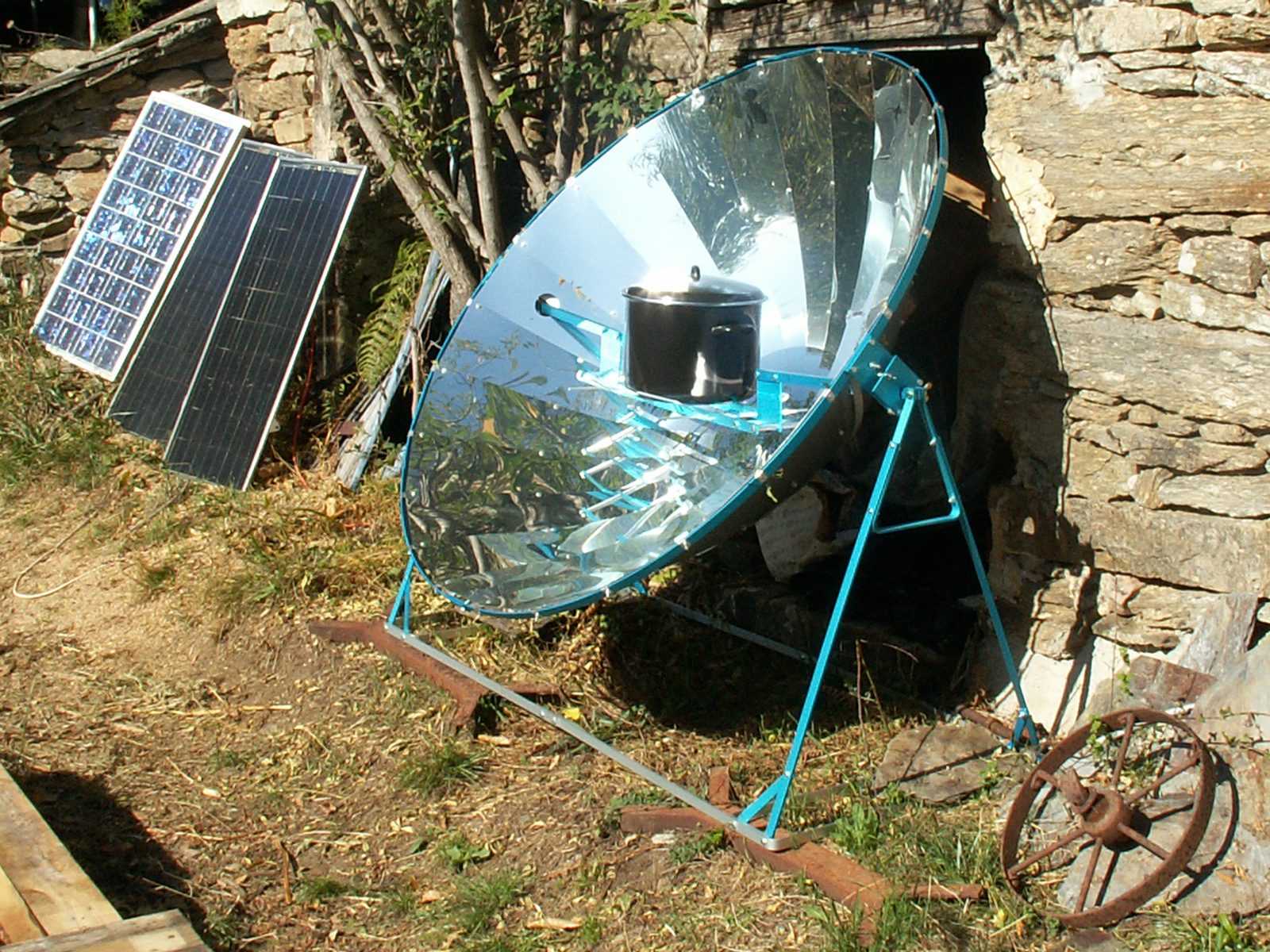
ディッシュ型（皿型）のソーラークッカー。中央に調理なべを配置
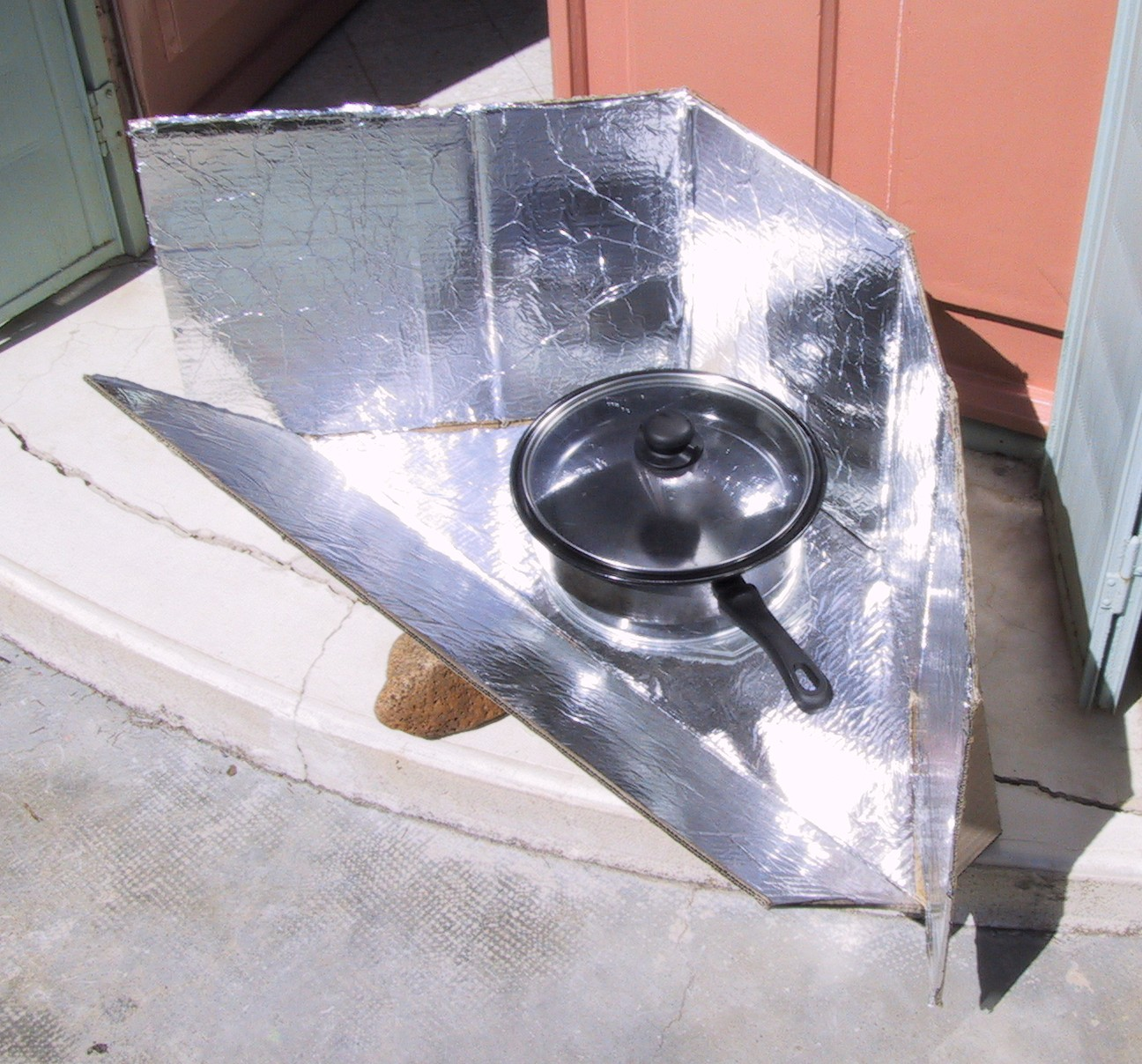
アルミホイルで作成したソーラークッカー。向かい側にも反射鏡を置いている。

### 着火

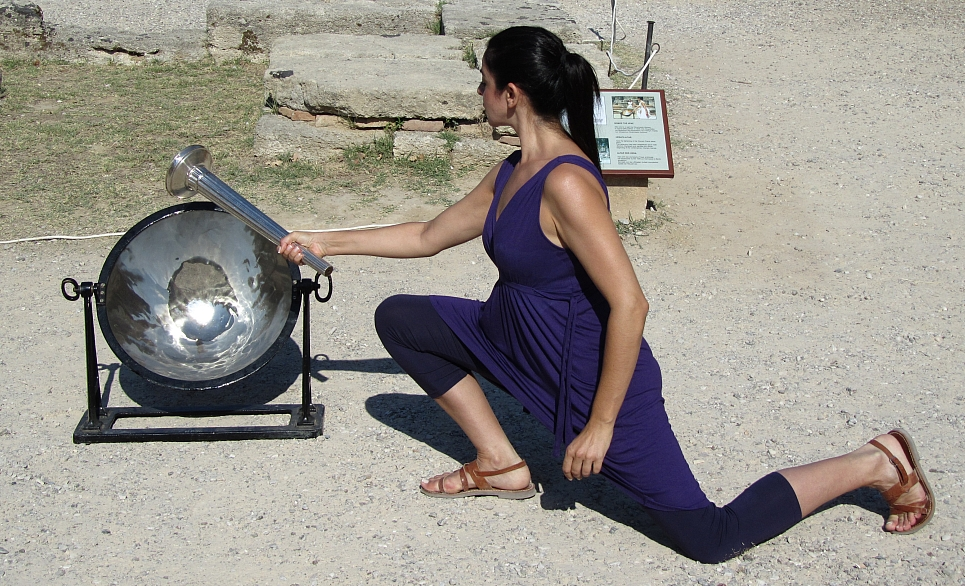
採火式のリハーサル（2010年）

オリンピックの聖火をギリシャのオリンピアで最初に点火する時に使われる。
ソーラーライターと呼ばれるタバコの着火器がある。

### 水の蒸留
世界保健機関（WHO）や赤十字が家庭での水処理と安全な貯蔵のための実行可能な方法として推奨している太陽水殺菌の効果向上や時間短縮のために利用される。太陽水殺菌は分散型水処理のため、簡単かつ効果的な方法であり、家庭などでも行うことができる。そのため、太陽水殺菌による水の殺菌はすでに多くの発展途上国で利用されている:55。EAWAGによって発行されている太陽水殺菌の手順に関する教育用パンフレットは多くの言語で入手可能である。他にも、太陽炉を用いて水を蒸発させ、衛生的な蒸留水を作る試みがなされている。

### 熔融実験・還元
太陽光の収束度によっては幾千度の高温に達するため、物質の熔融実験や結晶の合成にも用いられる。
超高熱を利用し、物質の還元にも利用される。

## 歴史
古代には、第二次ポエニ戦争でシュラクサイのアルキメデスが鏡に反射させた太陽光を大型レンズで集光し、ローマの軍船を焼いたとされているが、事実かは確認されていない。2005年に行われたマサチューセッツ工科大学の実験チームによる実験では、停止中には発火させることが可能なものの、移動する船への集光は困難という結果が出ている。
日本では、産業技術総合研究所中部センターの前身である名古屋工業技術試験所（名古屋工業技術研究所）で高温での物質科学研究に使われてきたが、現在はその研究は行われていない。かつて海軍の艦船に使用されていた探照灯の放物面鏡の予備品が、反射鏡として利用された。若狭湾エネルギー研究センターは研究を続けており、2008年には二酸化炭素を分解する研究が成果として発表された。2011年には、戦艦大和の部品を用いた、新燃料電池に使用するマグネシウムの再利用施設が公開された。
近年は実用化が進んでいる。太陽熱発電で用いられるほか、発展途上国を中心に高度な技術や材料のほか燃料を必要としないため、調理加熱用の道具として利用される。インドではヒンドゥー寺院が太陽熱発電所を建設し、経費を削減している。
小型のものは手のひらに載る数センチメートルのタバコの着火用からトランク程度の調理用まで市販されており、持ち運びが容易であるため、海外では調理用としてキャンプなどで広く利用されている。小型であっても非常に眩しくなるため、視覚障害を防ぐ目的でサングラスなどによる保護が必要である。

## 太陽炉の長所と短所

### 長所
- 比較的簡易な装置で高温を得ることが可能。
- 化石燃料や電力を消費しないので二酸化炭素を発生しない。

### 短所
- 夜間や曇天時には作動しない。
- 温度の厳密な制御が困難
- 設置場所が良好な日射量の得られる地域に限定される。
- ソーラーカーで使用されるような太陽電池と比較して常に集光装置を太陽の方向に向けなければならず移動が困難。

## 文献
- 桜井武麿、「太陽炉」『精密機械』 1963年 29巻 338号 p.197-208, doi:10.2493/jjspe1933.29.197, 精密工学会
- 桜井武麿、「太陽炉の製作と成果」『日本物理学会誌』 1965年 20巻 1号 p.18-30, doi:10.11316/butsuri1946.20.18, 日本物理学会
- 太田時男、「水素エネルギー・システムの基礎課題」『日本物理学会誌』 1974年 29巻 7号 p.567-575, doi:10.11316/butsuri1946.29.567, 日本物理学会
- 桜井武麿、「太陽炉とその応用」『応用物理』 1981年 50巻 4号 p.368-378, doi:10.11470/oubutsu1932.50.368, 応用物理学会
- 水野正雄、「高温技術と高温度の測定講座 (V)」『燃料協会誌』 1989年 68巻 8号 p.757-764, doi:10.3775/jie.68.8_757, 日本エネルギー学会